# Al-Sadaqua Walsalamstadion
Het Al-Sadaqua Walsalamstadion is een multifunctioneel stadion in Al Jahra, Koeweit-Stad, Koeweit. Het stadion wordt vooral gebruikt voor voetbalwedstrijden; de voetbalclub Kazma SC maakt gebruik van dit stadion. In het stadion is plaats voor 21.500 toeschouwers. Het stadion wordt ook Peace and Friendship Stadium genoemd.

## Internationale toernooien
In 1990 werd in dit stadion van 21 februari tot en met 9 maart de Golf Cup of Nations 1990 gehouden. Er waren 10 wedstrijden. Ook in 2003 werd het toernooi hier georganiseerd. Van 9 tot en met 20 december 2012 was dit een van de stadions die werden gebruikt voor het West-Aziatisch kampioenschap voetbal 2012. Er werden 8 groepswedstrijden, de halve finale tussen Bahrein en Syrië (1–1) en de finale tussen Irak en Syrië (0–1) gespeeld.